# Pholiota malicola
Pholiota malicola är en svampart som först beskrevs av Calvin Henry Kauffman, och fick sitt nu gällande namn av A.H. Sm. 1934. Pholiota malicola ingår i släktet tofsskivlingar och familjen Strophariaceae.   Inga underarter finns listade i Catalogue of Life.